# Lijst van 9-darters
In de lijst van 9-darters wordt een overzicht gegeven van op televisie uitgezonden 9-darters in volgorde dat ze zijn gegooid.

## 9-darters
| Nr. | Datum             | Naam                  | Tegenstander          | Toernooi                     | Verloop                   | Prijs                                       | Video | Bijzonderheden | Referee               |
| --- | ----------------- | --------------------- | --------------------- | ---------------------------- | ------------------------- | ------------------------------------------- | ----- | --- | --------------------- |
| 1   | 13 oktober 1984   | John Lowe             | Keith Deller          | World Matchplay              | 180-180-141 (T17-T18-D18) | £102.000                                    |       | De eerste 9-darter geregistreerd voor televisie | Freddie Williams      |
| 2   | 9 januari 1990    | Paul Lim              | Jack McKenna          | Embassy                      | 180-180-141 (T20-T19-D12) | £52.000                                     |       | De eerste 9-darter op het BDO-WK | Martin Fitzmaurice    |
| 3   | 3 februari 2002   | Shaun Greatbatch      | Steve Coote           | Dutch Open                   | 180-180-141 (T20-T15-D18) | €200                                        |       | Dankzij deze 9-darter kreeg hij de bijnaam 9-dart opgespeld door caller Martin Fitzmaurice. Eerste 9-darter rechtstreeks op televisie. | Steve Nicolas         |
| 4   | 1 augustus 2002   | Phil Taylor           | Chris Mason           | World Matchplay              | 180-180-141 (T20-T19-D12) | £100.000                                    |       | De eerste 9-darter live op een PDC-toernooi | Russ Bray             |
| 5   | 5 juni 2004       | Phil Taylor           | Matt Chapman          | UK Open                      | 180-180-141 (T20-T19-D12) | 501 flesjes Budweiser                       |       | | Bruce Spendley        |
| 6   | 12 juni 2005      | Phil Taylor           | Roland Scholten       | UK Open                      | 180-180-141 (T20-T19-D12) | 501 flesjes Budweiser                       |       | | Bruce Spendley        |
| 7   | 23 maart 2006     | Raymond van Barneveld | Peter Manley          | Premier League Darts         | 180-180-141 (T20-T19-D12) | -                                           |       | De eerste 9-darter in de Premier League Darts, tevens de eerste 9-darter die door een Nederlander is gegooid | Bruce Spendley        |
| 8   | 17 februari 2007  | Michael van Gerwen    | Raymond van Barneveld | Masters Of Darts             | 174-180-147 (T20-T17-D18) | cheque van Keuken Concurrent t.w.v. €10.000 |       | De eerste persoon die een 9-darter gooide en de partij verloor. De eerste 9-darter op tv die niet via een finish van 141 ging. De eerste 9-darter gegooid door een speler onder de 18 jaar. | Russ Bray             |
| 9   | 8 mei 2007        | Phil Taylor           | Raymond van Barneveld | International Darts League   | 180-180-141 (T20-T19-D12) | Opel Tigra TwinTop t.w.v. €26.000           |       | | Bruce Spendley        |
| 10  | 9 mei 2007        | Tony O'Shea           | Adrian Lewis          | International Darts League   | 180-180-141 (T20-T19-D12) | Opel Tigra TwinTop t.w.v. €26.000           |       | De eerste keer dat er twee 9-darters in één toernooi gegooid werden. Oorspronkelijk was er geen prijs voor O'Shea, omdat Taylor deze al gewonnen had. Echter, hij kreeg de prijs alsnog. | Bruce Spendley        |
| 11  | 9 juni 2007       | Phil Taylor           | Wes Newton            | UK Open                      | 180-180-141 (T20-T19-D12) | £20.000                                     |       | | Russ Bray             |
| 12  | 17 november 2007  | John Walton           | Martin Phillips       | Winmau World Masters         | 180-180-141 (T20-T19-D12) | £2.000                                      |       | | Nick Rolls            |
| 13  | 7 juni 2008       | Phil Taylor           | Jamie Harvey          | UK Open                      | 180-177-144 (T20-T20-D12) | -                                           |       | | Russ Bray             |
| 14  | 20 november 2008  | James Wade            | Gary Anderson         | Grand Slam of Darts          | 180-180-141 (T20-T19-D12) | -                                           |       | De tweede persoon die een 9-darter gooide en de partij verloor. De eerste linkshandige werper die een 9-darter gooit | Bruce Spendley        |
| 15  | 2 januari 2009    | Raymond van Barneveld | Jelle Klaasen         | PDC World Darts Championship | 180-180-141 (T20-T19-D12) | £20.000                                     |       | De eerste tijdens een PDC-wereldkampioenschap en de eerste live op een WK. | George Noble          |
| 16  | 27 september 2009 | Mervyn King           | James Wade            | South African Masters        | 180-180-141 (T20-T19-D12) | 110.000 Rand ca. £10.000                    |       | De eerste 9-darter buiten Europa De derde persoon die een 9-darter gooide en de partij verloor | Russ Bray             |
| 17  | 13 december 2009  | Darryl Fitton         | Ross Montgomery       | Zuiderduin Darts Masters     | 177-180-144 (T20-T20-D12) | een fles champagne en £4.000                |       | | Rab Butler            |
| 18  | 28 december 2009  | Raymond van Barneveld | Brendan Dolan         | PDC World Darts Championship | 180-180-141 (T20-T19-D12) | £25.000                                     |       | De tweede tijdens een PDC-wereldkampioenschap en de tweede live op een WK. | George Noble          |
| 19  | 29 april 2010     | Raymond van Barneveld | Terry Jenkins         | PDC Premier League Darts     | 180-180-141 (T20-T19-D12) | -                                           |       | | Bruce Spendley        |
| 20  | 24 mei 2010       | Phil Taylor           | James Wade            | Premier League Darts         | 174-180-147 (T20-T17-D18) | -                                           |       | | George Noble          |
| 21  | 24 mei 2010       | Phil Taylor           | James Wade            | Premier League Darts         | 180-180-141 (T20-T19-D12) | -                                           |       | De eerste keer dat een speler twee keer een 9-darter gooit in een partij. | George Noble          |
| 22  | 5 juni 2010       | Mervyn King           | Gary Anderson         | UK Open                      | 180-180-141 (T20-T19-D12) | £5.000                                      |       | Tweede 9-darter King en tweede keer dat hij de partij verloor De derde persoon met meer dan één 9-darter rechtstreeks op televisie. | George Noble          |
| 23  | 17 juli 2010      | Raymond van Barneveld | Denis Ovens           | World Matchplay              | 180-180-141 (T20-T19-D12) | -                                           |       | Tweede speler in de historie die een 9-darter tijdens World Matchplay gooit | Paul Hinks            |
| 24  | 3 januari 2011    | Adrian Lewis          | Gary Anderson         | PDC World Darts Championship | 180-180-141 (T20-T19-D12) | £25.000                                     |       | Eerste 9-darter in de finale van een wereldkampioenschap en derde gecallde 9-darter George Noble op het WK | George Noble          |
| 25  | 16 juli 2011      | John Part             | Mark Webster          | World Matchplay              | 180-180-141 (T20-T19-D12) | £10.000                                     |       | De vierde persoon die een 9-darter gooide en de partij verloor | Paul Hinks            |
| 26  | 31 juli 2011      | Adrian Lewis          | Raymond van Barneveld | European Darts Championship  | 180-180-141 (T20-T19-D12) | -                                           |       | Vierde speler met meer dan één 9-darter op televisie | Paul Hinks            |
| 27  | 8 oktober 2011    | Brendan Dolan         | James Wade            | World Grand Prix             | 160-180-161               | £5.000                                      |       | Eerste 9-darter bij 'dubbel in'-'dubbel uit'-wedstrijd. Vierde 9-darter tegen James Wade | George Noble          |
| 28  | 16 februari 2012  | Phil Taylor           | Kevin Painter         | Premier League Darts         | 180-174-147 (T20-T17-D18) | -                                           |       | | Bruce Spendley        |
| 29  | 17 mei 2012       | Simon Whitlock        | Andy Hamilton         | Premier League Darts         | 180-180-141 (T20-T15-D18) | -                                           |       | | George Noble          |
| 30  | 8 juni 2012       | Gary Anderson         | David Dodds           | UK Open                      | 180-180-141 (T20-T19-D12) | £10.000                                     |       | | Russ Bray             |
| 31  | 25 juli 2012      | Michael van Gerwen    | Steve Beaton          | World Matchplay              | 180-180-141 (T20-T19-D12) | £2.500                                      |       | Jongste speler met twee 9-darters | George Noble          |
| 32  | 26 juli 2012      | Wes Newton            | Justin Pipe           | World Matchplay              | 180-177-144 (T20-T20-D12) | £2.500                                      |       | De vijfde persoon die een 9-darter gooide en de partij verloor | Russ Bray             |
| 33  | 23 december 2012  | Dean Winstanley       | Vincent van der Voort | PDC World Darts Championship | 180-180-141 (T20-T19-D12) | £7.500                                      |       | De zesde 9-darter van 2012; de zesde persoon die een 9-darter gooide en de partij verloor | Bruce Spendley        |
| 34  | 30 december 2012  | Michael van Gerwen    | James Wade            | PDC World Darts Championship | 180-177-144 (T20-T20-D12) | £7.500                                      |       | Jongste speler met drie 9-darters, begon de volgende leg met 180-180-T20-T19 maar miste D12 voor een tweede opeenvolgende 9-darter. Deze 9-darter maakte deel uit van 19 perfecte darts op een rij (een record): T19-D19 / T20-T20-T20 / T20-T20-T19 / T20-T20-D12 / T20-T20-T20 / T20-T20-T20 / T20-T19 | Russ Bray             |
| 35  | 14 december 2013  | Terry Jenkins         | Per Laursen           | PDC World Darts Championship | 180-180-141 (T20-T19-D12) | £15.000                                     |       | De eerste 9-darter van 2013 en de zevende persoon die een 9-darter gooide en de partij verloor | Russ Bray             |
| 36  | 14 december 2013  | Kyle Anderson         | Ian White             | PDC World Darts Championship | 180-180-141 (T20-T19-D12) | £15.000                                     |       | De achtste persoon die een 9-darter gooide en de partij verloor. De eerste keer dat er twee 9-darters op dezelfde dag in verschillende wedstrijden zijn gegooid. | Paul Hinks            |
| 37  | 23 juli 2014      | Phil Taylor           | Michael Smith         | World Matchplay              | 180-177-144 (T20-T20-D12) | £10.000                                     |       | Tiende 9-darter van Phil Taylor | Kirk Bevins           |
| 38  | 8 oktober 2014    | James Wade            | Robert Thornton       | World Grand Prix             | 160-180-161               | £2.500                                      |       | Tweede 9-darter bij 'dubbel in'-'dubbel uit'-wedstrijd. | Paul Hinks            |
| 39  | 8 oktober 2014    | Robert Thornton       | James Wade            | World Grand Prix             | 160-180-161               | £2.500                                      |       | Derde 9-darter bij 'dubbel in'-'dubbel uit'-wedstrijd. Eerste keer dat twee verschillende darters in een en dezelfde partij een 9-darter gooien. | Paul Hinks            |
| 40  | 26 oktober 2014   | Michael van Gerwen    | Raymond van Barneveld | European Darts Championship  | 177-180-144 (T20-T20-D12) | £5.000                                      |       | Eerste Caller met 10x een 9-darter | Russ Bray             |
| 41  | 14 november 2014  | Kim Huybrechts        | Michael van Gerwen    | Grand Slam of Darts          | 180-180-141 (T20-T19-D12) | -                                           |       | De eerste 9-darter die door een Belg is gegooid | Kirk Bevins           |
| 42  | 30 december 2014  | Adrian Lewis          | Raymond van Barneveld | PDC World Darts Championship | 180-180-141 (T20-T19-D12) | £10.000                                     |       | | George Noble          |
| 43  | 1 februari 2015   | Darryl Fitton         | Martin Adams          | Dutch Open                   | 180-180-141 (T20-T19-D12) | Skoda Fabia                                 |       | | Nick Rolls            |
| 44  | 22 augustus 2015  | Phil Taylor           | Peter Wright          | Sydney Darts Masters         | 180-180-141 (T20-T19-D12) | -                                           |       | | Russ Bray             |
| 45  | 8 november 2015   | Dave Chisnall         | Peter Wright          | Grand Slam of Darts          | 180-180-141 (T20-T19-D12) | £30.000                                     |       | | George Noble          |
| 46  | 2 januari 2016    | Gary Anderson         | Jelle Klaasen         | PDC World Darts Championship | 180-180-141 (T20-T19-D12) | £15.000                                     |       | | Paul Hinks            |
| 47  | 5 maart 2016      | Michael van Gerwen    | Rob Cross             | UK Open                      | 180-180-141 (T20-T19-D12) | £10.000                                     |       | Tweede keer voor Van Gerwen dat hij 19 perfecte darts op een rij gooit: T19 / T20-T20-T19 / T20-T20-bull / T20-T20-T20 / T20-T20-T20 / T20-T19-D12 / T20-T20-T20 | Russ Bray             |
| 48  | 14 april 2016     | Adrian Lewis          | James Wade            | Premier League Darts         | 180-177-144 (T20-T20-D12) | -                                           |       | | Paul Hinks            |
| 49  | 25 november 2016  | Alan Norris           | Michael Smith         | Players Championship Finals  | 180-180-141 (T20-T19-D12) | £35.000                                     |       | Eerste 9-darter voor Norris, voor de caller Huw Ware én de eerste op de Players Championship Finals. | Huw Ware              |
| 50  | 13 april 2017     | Adrian Lewis          | Raymond van Barneveld | Premier League Darts         | 180-180-141 (T20-T19-D12) | £15.000                                     |       | | Paul Hinks            |
| 51  | 29 oktober 2017   | Kyle Anderson         | Michael van Gerwen    | European Darts Championship  | 180-180-141 (T20-T19-D12) | £25.000                                     |       | | Paul Hinks            |
| 52  | 26 juli 2018      | Gary Anderson         | Joe Cullen            | World Matchplay              | 180-180-141 (T20-T19-D12) | £45.000                                     |       | | Russ Bray             |
| 53  | 14 november 2018  | Dimitri Van den Bergh | Stephen Bunting       | Grand Slam of Darts          | 180-180-141 (T20-T19-D12) | £25.000                                     |       | | Russ Bray             |
| 54  | 23 november 2019  | Michael van Gerwen    | Adrian Lewis          | Players Championship Finals  | 180-177-144 (T20-T20-D12) |                                             |       | | Paul Hinks            |
| 55  | 27 februari 2020  | Michael Smith         | Daryl Gurney          | Premier League Darts         | 180-180-141 (T20-T19-D12) |                                             |       | | Paul Hinks            |
| 56  | 7 maart 2020      | Jonny Clayton         | Chris Dobey           | UK Open                      | 180-180-141 (T20-T19-D12) |                                             |       | | Paul Hinks            |
| 57  | 8 maart 2020      | Michael van Gerwen    | Daryl Gurney          | UK Open                      | 180-180-141 (T20-T19-D12) |                                             |       | | Huw Ware              |
| 58  | 29 augustus 2020  | Peter Wright          | Daryl Gurney          | Premier League Darts         | 180-180-141 (T20-T19-D12) |                                             |       | | George Noble          |
| 59  | 29 oktober 2020   | José de Sousa         | Jeffrey de Zwaan      | European Darts Championship  | 180-177-144 (T20-T20-D12) |                                             |       | | Kirk Bevins           |
| 60  | 29 december 2020  | James Wade            | Stephen Bunting       | PDC World Darts Championship | 180-180-141 (T20-T19-D12) |                                             |       | | George Noble          |
| 61  | 7 april 2021      | Jonny Clayton         | José de Sousa         | Premier League Darts         | 180-180-141 (T20-T19-D12) |                                             |       | | George Noble          |
| 62  | 8 april 2021      | José de Sousa         | Nathan Aspinall       | Premier League Darts         | 180-180-141 (T20-T19-D12) |                                             |       | | Russ Bray             |
| 63  | 17 december 2021  | William Borland       | Bradley Brooks        | PDC World Darts Championship | 180-177-144 (T20-T20-D12) |                                             |       | De eerste 9-darter waarmee een wedstrijd is uitgegooid. | Kirk Bevins           |
| 64  | 18 december 2021  | Darius Labanauskas    | Mike De Decker        | PDC World Darts Championship | 174-180-147 (T20-T17-D18) |                                             |       | | Kirk Bevins           |
| 65  | 1 januari 2022    | Gerwyn Price          | Michael Smith         | PDC World Darts Championship | 180-180-141 (T19-T20-D12) |                                             |       | | George Noble          |
| 66  | 17 februari 2022  | Gerwyn Price          | Michael van Gerwen    | Premier League Darts         | 177-180-144 (T20-T20-D12) |                                             |       | Liet een pijl vallen en gooide alsnog een 180. | George Noble          |
| 67  | 17 februari 2022  | Gerwyn Price          | James Wade            | Premier League Darts         | 180-180-141 (T19-T20-D12) |                                             |       | Tweede negendarter van Price op die avond. | George Noble          |
| 68  | 5 maart 2022      | James Wade            | Boris Krčmar          | UK Open                      | 180-180-141 (T19-T20-D12) |                                             |       | Wade en Smith gooiden zo'n 20 minuten na elkaar een 9-darter. Wade op podium 1, Smith op podium 2. | Russ Bray             |
| 69  | 5 maart 2022      | Michael Smith         | Mensur Suljović       | UK Open                      | 180-180-141 (T19-T20-D12) |                                             |       | Snelst achter elkaar gegooide (20 minuten na die van Wade) 9-darter door twee afzonderlijke spelers. | Kirk Bevins           |
| 70  | 17 november 2022  | Josh Rock             | Michael van Gerwen    | Grand Slam of Darts          | 180-180-141 (T20-T19-D12) |                                             | 70    | Kneusde zijn enkel tijdens het juichen. | George Noble          |
| 71  | 27 november 2022  | Michael van Gerwen    | Rob Cross             | Players Championship Finals  | 177-180-144 (T20-T20-D12) |                                             | 71    | | Huw Ware              |
| 72  | 3 januari 2023    | Michael Smith         | Michael van Gerwen    | PDC World Darts Championship | 180-180-141 (T20-T19-D12) |                                             | 72    | Michael van Gerwen kon in dezelfde leg ook een 9-darter gooien, maar miste de laatste pijl. | Kirk Bevins           |
| 73  | 13 november 2023  | Ryan Searle           | Nathan Rafferty       | Grand Slam of Darts          | 180-180-141 (T20-T19-D12) |                                             |       | | Kirk Bevins           |
| 74  | 26 november 2023  | Michael van Gerwen    | Luke Humphries        | Players Championship Finals  | 180-180-141 (T20-T19-D12) |                                             |       | | Charlie Christorphine |
| 75  | 19 januari 2024   | Luke Littler          | Nathan Aspinall       | Bahrain Darts Masters 2024   | 180-180-141 (T20-T19-D12) |                                             |       | Gooide deze nine darter in de eerste leg van de wedstrijd. | Russ Bray             |
| 76  | 10 maart 2024     | Luke Littler          | Rob Cross             | Belgian Darts Open           | 177-180-144 (T20-T20-D12) |                                             |       | | Huw Ware              |
| 77  | 4 april 2024      | Gerwyn Price          | Michael Smith         | Premier League Darts         | 180-180-141 (T20-T19-D12) |                                             |       | | Kirk Bevins           |
| 78  | 18 december 2024  | Christian Kist        | Madars Razma          | PDC World Darts Championship | 180-180-141 (T20-T19-D12) |                                             |       | |                       |
| 79  | 27 december 2024  | Damon Heta            | Luke Woodhouse        | PDC World Darts Championship |                           |                                             |       | |                       |

## Toernooistatistieken
9-darters verdeeld naar toernooi waar ze gegooid zijn, de lijst staat op volgorde van hoeveelheid gegooide 9-darters per persoon.
| Naam                  | Totaal | WK (PDC)   | Premier League Darts | UK Open                | World Matchplay | Grand Slam of Darts | PDC-E.K. | Players Championship Finals | World Grand Prix | Dutch Open | Int.Darts League | WK (BDO) | World Masters | Masters Of Darts | S.A Masters | Zuiderduin Masters | Sydney Darts Masters | Bahrain Darts Masters |
| --------------------- | ------ | ---------- | -------------------- | ---------------------- | --------------- | ------------------- | -------- | --------------------------- | ---------------- | ---------- | ---------------- | -------- | ------------- | ---------------- | ----------- | ------------------ | -------------------- | --------------------- |
| Phil Taylor           | 11x    |            | 2010 (2x), 2012      | 2004, 2005, 2007, 2008 | 2002, 2014      |                     |          |                             |                  |            | 2007             |          |               |                  |             |                    | 2015                 |                       |
| Michael van Gerwen    | 9x     | 2013       |                      | 2016, 2020             | 2012            |                     | 2014     | 2019, 2022, 2023            |                  |            |                  |          |               | 2007             |             |                    |                      |                       |
| Raymond van Barneveld | 5x     | 2009, 2010 | 2006, 2010           |                        | 2010            |                     |          |                             |                  |            |                  |          |               |                  |             |                    |                      |                       |
| Adrian Lewis          | 5x     | 2011, 2015 | 2016, 2017           |                        |                 |                     | 2011     |                             |                  |            |                  |          |               |                  |             |                    |                      |                       |
| James Wade            | 4x     | 2021       |                      | 2022                   |                 | 2008                |          |                             | 2014             |            |                  |          |               |                  |             |                    |                      |                       |
| Gary Anderson         | 3x     | 2016       |                      | 2012                   | 2018            |                     |          |                             |                  |            |                  |          |               |                  |             |                    |                      |                       |
| Gerwyn Price          | 3x     | 2022       | 2022 (2x)            |                        |                 |                     |          |                             |                  |            |                  |          |               |                  |             |                    |                      |                       |
| Michael Smith         | 3x     | 2023       | 2020                 | 2022                   |                 |                     |          |                             |                  |            |                  |          |               |                  |             |                    |                      |                       |
| Kyle Anderson         | 2x     | 2014       |                      |                        |                 |                     | 2017     |                             |                  |            |                  |          |               |                  |             |                    |                      |                       |
| Jonny Clayton         | 2x     |            | 2021                 | 2020                   |                 |                     |          |                             |                  |            |                  |          |               |                  |             |                    |                      |                       |
| Darryl Fitton         | 2x     |            |                      |                        |                 |                     |          |                             |                  | 2015       |                  |          |               |                  |             | 2009               |                      |                       |
| Mervyn King           | 2x     |            |                      | 2010                   |                 |                     |          |                             |                  |            |                  |          |               |                  | 2009        |                    |                      |                       |
| José de Sousa         | 2x     |            | 2021                 |                        |                 |                     | 2020     |                             |                  |            |                  |          |               |                  |             |                    |                      |                       |
| William Borland       | 1x     | 2022       |                      |                        |                 |                     |          |                             |                  |            |                  |          |               |                  |             |                    |                      |                       |
| Dave Chisnall         | 1x     |            |                      |                        |                 | 2015                |          |                             |                  |            |                  |          |               |                  |             |                    |                      |                       |
| Brendan Dolan         | 1x     |            |                      |                        |                 |                     |          |                             | 2011             |            |                  |          |               |                  |             |                    |                      |                       |
| Shaun Greatbatch      | 1x     |            |                      |                        |                 |                     |          |                             |                  | 2002       |                  |          |               |                  |             |                    |                      |                       |
| Kim Huybrechts        | 1x     |            |                      |                        |                 | 2014                |          |                             |                  |            |                  |          |               |                  |             |                    |                      |                       |
| Terry Jenkins         | 1x     | 2014       |                      |                        |                 |                     |          |                             |                  |            |                  |          |               |                  |             |                    |                      |                       |
| Darius Labanauskas    | 1x     | 2022       |                      |                        |                 |                     |          |                             |                  |            |                  |          |               |                  |             |                    |                      |                       |
| Paul Lim              | 1x     |            |                      |                        |                 |                     |          |                             |                  |            |                  | 1990     |               |                  |             |                    |                      |                       |
| John Lowe             | 1x     |            |                      |                        | 1984            |                     |          |                             |                  |            |                  |          |               |                  |             |                    |                      |                       |
| Wes Newton            | 1x     |            |                      |                        | 2012            |                     |          |                             |                  |            |                  |          |               |                  |             |                    |                      |                       |
| Alan Norris           | 1x     |            |                      |                        |                 |                     |          | 2016                        |                  |            |                  |          |               |                  |             |                    |                      |                       |
| Tony O'Shea           | 1x     |            |                      |                        |                 |                     |          |                             |                  |            | 2007             |          |               |                  |             |                    |                      |                       |
| John Part             | 1x     |            |                      |                        | 2011            |                     |          |                             |                  |            |                  |          |               |                  |             |                    |                      |                       |
| Robert Thornton       | 1x     |            |                      |                        |                 |                     |          |                             | 2014             |            |                  |          |               |                  |             |                    |                      |                       |
| Dimitri Van den Bergh | 1x     |            |                      |                        |                 | 2018                |          |                             |                  |            |                  |          |               |                  |             |                    |                      |                       |
| John Walton           | 1x     |            |                      |                        |                 |                     |          |                             |                  |            |                  |          | 2007          |                  |             |                    |                      |                       |
| Simon Whitlock        | 1x     |            | 2012                 |                        |                 |                     |          |                             |                  |            |                  |          |               |                  |             |                    |                      |                       |
| Dean Winstanley       | 1x     | 2013       |                      |                        |                 |                     |          |                             |                  |            |                  |          |               |                  |             |                    |                      |                       |
| Peter Wright          | 1x     |            | 2020                 |                        |                 |                     |          |                             |                  |            |                  |          |               |                  |             |                    |                      |                       |
| Josh Rock             | 1x     |            |                      |                        |                 | 2022                |          |                             |                  |            |                  |          |               |                  |             |                    |                      |                       |
| Ryan Searle           | 1x     |            |                      |                        |                 | 2023                |          |                             |                  |            |                  |          |               |                  |             |                    |                      |                       |
| Luke Littler          | 1x     |            |                      |                        |                 |                     |          |                             |                  |            |                  |          |               |                  |             |                    |                      | 2024                  |
| Christian Kist        | 1x     | 2025       |                      |                        |                 |                     |          |                             |                  |            |                  |          |               |                  |             |                    |                      |                       |
| Damon Heta            | 1x     | 2025       |                      |                        |                 |                     |          |                             |                  |            |                  |          |               |                  |             |                    |                      |                       |
| Totaal                | 77     | 16         | 14                   | 11                     | 8               | 6                   | 4        | 4                           | 3                | 2          | 2                | 1        | 1             | 1                | 1           | 1                  | 1                    | 1                     |